# Biskupi Prizrenu-Prisztiny
Biskupi Prizrenu-Prisztiny – biskupi diecezjalni administratury apostolskiej Prizrenu, a od 2018 diecezji Prizrenu-Prisztiny.

## Biskupi

### Biskupi diecezjalni
| Lata urzędowania | Biskup | Biskup       | Uwagi                                                                                   |
| ---------------- | ------ | ------------ | --------------------------------------------------------------------------------------- |
|                  |        | Mark Sopi    | administrator Prizrenu w latach 2000–2006                                               |
|                  |        | Lush Gjergji | administrator Prizrenu w 2006                                                           |
| od 2006          |        | Dodë Gjergji | administrator Prizrenu w latach 2006–2018, od 2018 biskup diecezjalny Prizren-Prisztina |